# KennyS
Kenny „kennyS“ Schrub (* 19. května 1995 Sarrebourg) je bývalý francouzský profesionální hráč videohry Counter-Strike: Global Offensive. 
V roce 2015 mu byla na The Game Awards udělen titul nejlepšího esportového hráče roku. V téže době byl označován jako vůbec nejlepší tzv. sniper v této videohře. Svůj první titul na tzv. majoru (tj. nejvýznamnějším turnaji ve videohře) získal v roce 2015 na šampionátu DreamHack Open Cluj-Napoca 2015, kde byl zároveň vyhlášen jako nejlepší hráč šampionátu. V letech 2013 až 2017 byl soustavně organizací HLTV každý rok zařazován mezi 20 nejlepších hráčů videohry v daném roce. 
V posledních letech své kariéry své úspěchy zopakovat nedokázal, na začátku roku 2021 jej tým G2 Esports vyřadil z aktivní sestavy hráčů. V letech 2022 až 2023 ještě působil v řadách Teamu Falcons, ale v květnu 2023 svou kariéru e-sportového hráče definitivně ukončil.
Během své kariéry postupně reprezentoval několik esportových týmů: 
- 2012–2013 VeryGames
- 2014 Clan-Mystik
- 2014–2015 Titan
- 2015–2017 Team Envy
- 2017–2022 G2 Esports
- 2022–2023 Team Falcons